# حزب التقدم والاشتراكية
حزب التقدم والاشتراكية (PPS) هو حزب يساري مغربي، يصنف ضمن اليسار الديمقراطي، ويقول إن هويته تنبني على قيم العدالة الاجتماعية والتقدم والحداثة. اعترف به حكومياً يوم 23 أغسطس 1974، وكان بين 1969 و1974 يسمى حزب التحرر والاشتراكية قبل ترخيصه، وهو وريث الحزب الشيوعي المغربي (الذي أسس عام 1943).

## القيادة
قاده علي يعته منذ 1946 حتى وفاته في حادث سير بالدار البيضاء عام 1997 ليصبح إسماعيل العلوي رئيسه (تنازع والخياري التهامي زعامة الحزب فحسمت لصالح العلوي، فأسس الخياري جبهة القوى الديمقراطية عام 1997).

## المواقف
وطيلة تاريخه في المعارضة اتخذ مواقف مرنة مقارنة بأحزاب أخرى، حيث دعم وساند الاستفتاء على الدستور عامي 1992 و1996 كما دعم تجربة التناوب التي دخلتها قوى المعارضة عام 1998. ويطالب بـ:
- دور واسع للدولة
- إصلاح الدولة دون أن يصل ذلك إلى حد المطالبة الصريحة بتعديل الدستور.

## القانون الأساسي
یتضمن القانون الأساسي للحزب دیباجة تحدد إطاره القانوني والمؤسساتي كھیئة سیاسیة، وتوضح ھویة
الحزب ومبادئه وبیان كیفیة الانخراط فيه ، وحقوق وواجبات أعضائه، وكیفیة تأسیس وتسییر ھیاكله، مع
بیان ھیاكله التنظیمیة المحلیة والإقلیمیة والجھویة والوطنیة، وتحدید الأجھزة الداخلیة للحزب والقطاعات
السوسیو مھنیة والنسائیة وقطاعات الشباب والطفولة، وندواته الوطنیة وأنشطة المنظمات الشریكة، وبیان
التحالفات والاتحادات الحزبیة واندماجھا، مع بیان نظام المشاركة في الانتخابات الوطنیة وتعیین المرشحین
والانضباط الحزبي، وسیاسته الإعلامیة وموارده المالیة... كما یتوفر حزب التقدم والاشتراكیة على نظام
داخلي، تنفیذا لمقتضیات قانون الأحزاب السیاسیة.

## الأمانة العامة
- علي يعته: تقلد مھمة الأمانة العامة منذ 1945 إلى غایة وفاته سنة 1997. من موالید 1920 بطنجة.
- إسماعيل العلوي: تقلد مھمة الأمانة العامة منذ 1997 وإلى حدود المؤتمر الوطني الثامن 2010. من موالید 1940 سلا.
- محمد نبيل بنعبد الله: الأمین العام المنتخب منذ المؤتمر الوطني الثامن. من موالید الرباط.

## المؤتمرات الوطنیة
- المؤتمر الوطني الأول: 1975 الدارالبیضاء.
- المؤتمر الوطني الثاني: 1979 الدارالبیضاء.
- المؤتمر الوطني الثالث: 1983 الدرالبیضاء.
- المؤتمر الوطني الرابع: 1987 الدارالبیضاء. – «البدیل الدیمقراطي»
- المؤتمر الوطني الخامس: 1995 الرباط. – «لنحول الأفكار إلى تقدم»
- المؤتمر الوطني السادس: 2001 الدار البیضاء
- المؤتمر الوطني السابع: 2006 بوزنیقة. – «الالتزام»
- المؤتمر الوطني الثامن: 2010 بوزنیقة. – «جیل جدید من الإصلاحات لمغرب الدیمقراطیة»

## المقاعد
حصل في انتخابات 14 نونبر 1997 على تسعة من مقاعد مجلس النواب المغربي. وشارك في الحكومة بتولي حقيبة الاتصال التي يضطلع وزيرها نبيل بنعبد الله أيضاً بمهمة المتحدث الرسمي باسم الحكومة.

## الإعلام
یصدر حزب التقدم والاشتراكیة، باعتباره المساھم الرئیسي في شركة BAYANE S.A للنشر صحیفتین مكتوبتین ھما «البیان» و«بیان الیوم»، للرأي وللأخبار، والتعبیر عن قضایا الوطن وتعزیز البناء الدیمقراطي، والإسھام في تشكیل الرأي العام الوطني، وتنشیط الحوار السیاسي التعددي، والدفاع عن أفكار التقدم والدیمقراطیة والحداثة. وصحافة الحزب تعد وسیلة إعلامیة للتعریف بمواقف الحزب وآراء المناضلین، وھي منفتحة على مختلف التعبیرات داخل المجتمع المغربي، وفق ضوابط الممارسة الصحفیة وأخلاقیات المھنة.

## أعضاء الحزب
- أمينة لمريني الوهابي
- ربيعة الناصري
- نزهة الصقلي
- ليلى رحيوي